# Palóma
A Palóma spanyol eredetű női név, jelentése: galamb.

## Gyakorisága
Az 1990-es években szórványos név, a 2000-es években nem szerepel a 100 leggyakoribb női név között.

## Névnapok
- május 20.[2]
- szeptember 17.[2]

## Híres Palómák
- Paloma Bloyd (1988–) amerikai-spanyol színésznő
- Paloma Picasso (1949–) francia-spanyol divattervező és üzletasszony